# マンチェスター楽派
マンチェスター楽派、あるいはマンチェスターからの新しい音楽（英：New Music Manchester or Manchester School）は、イギリスのマンチェスターを中心に起こった音楽運動のひとつ。

## 経緯
マンチェスター王立音楽院（現在のRNCM）とマンチェスター大学の卒業生を中心に結成された。ピアニストのジョン・オグドン、指揮者のエルガー・ハワース、作曲家のハリソン・バートウィッスル、ピーター・マックスウェル・デイヴィスらを中心に現代音楽の活動を展開した。

## 特徴
一級の演奏家が集ったことから、名人芸をいかなる局面でも多用するのが特徴である。指揮者であるエルガー・ハワースが関わっていた事から、振りにくい拍節法や、異なるテンポが同時に進行する、いわゆる「ポリテンポ」も多用するとされた。一方で、トータル・セリエリズムからの影響は弱いという点を、新しい複雑性に属する作曲家たちは問題視した。彼ら「マンチェスター楽派」の影響はイギリス国内では絶大であったが、アメリカ合衆国やロシア、日本へあまり多くの影響をもたらさなかった。1990年代に入ると日本の作曲家、なかにしあかねがバートウィッスル門下生になり、矢沢朋子がバートウィッスルの作品、《アンティフォニー》を日本初演したことで話題となり、アジア圏でも紹介の機会が増えた。
また彼らは商業音楽の語法を受け入れることでも特徴であり、いくつかのイギリスの伝統音楽の舞踏のリズムの引用が、バートウィッスルの《秘密の劇場》や《シルベリー・エアー》、《パンチとジュディ》などで指摘されている。
彼らの音楽は演奏が困難であったが、Collins ClassicsやNaxosなどが彼らの音楽をCDにしたことで、現在は多くの音源化にも成功した。一方、オグドンはピアニストとしての認知であったため、彼の作曲作品の音盤化は少ない。